# Собор Архангела Михаила (Рыбница)
Собо́р Архангела Михаила в Рыбнице (Приднестровье) — собор Тираспольской и Дубоссарской епархии Православной церкви Молдовы, расположенный на пересечении улиц Кирова и Титова, недалеко от костёла города. Построен в 1986—2006 гг. Самый большой собор в Приднестровской молдавской республике.

## Информация
Собор был заложен в 1986 году архиепископом Кишинёвским и всея Молдовы Владимиром (сейчас Митрополит). В 1992 году освящён нижний придел в честь святого Маркелла, игумена обителей неусыпающих. В 2006 году состоялось полное освящение Собора Архангела Михаила. К этому времени самый большой собор в Приднестровье не только был отстроен, но и частично расписан, а также были установлены колокола на звоннице.
В 2009 году закончилась роспись второго этажа собора .
На данный момент ведутся отделочные работы цокольного этажа .
При соборе действует воскресная школа, библиотека.

## Галерея

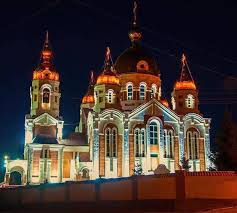
Ночью
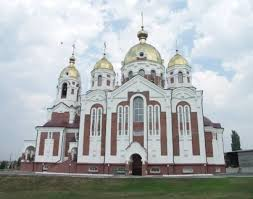
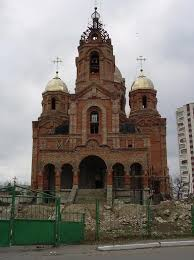
Во время строительства